# Anaesthesia & Intensive Care
Anaesthesia & Intensive Care is een internationaal, aan collegiale toetsing onderworpen wetenschappelijk tijdschrift op het gebied van de anesthesiologie en intensieve zorg. De naam wordt in literatuurverwijzingen meestal afgekort tot Anaesth. Intensive Care. Het wordt uitgegeven door de Australian Society of Anaesthetists en verschijnt tweemaandelijks.